# Tibiran-Jaunac
Tibiran-Jaunac là một xã thuộc tỉnh Hautes-Pyrénées trong vùng Occitanie khu vực tây nam nước Pháp. Xã này nằm ở khu vực có độ cao trung bình 582 mét trên mực nước biển.